# 広島市立広島商業高等学校
広島市立広島商業高等学校（ひろしましりつ ひろしましょうぎょうこうとうがっこう, 英: Hiroshima Municipal Hiroshima Commercial High School）は、広島県広島市東区にある公立商業高等学校。
広島県立広島商業高等学校（広商）と区別するために、「市商」もしくは「広島市商」の略称で親しまれている。

## 概要
歴史
1921年（大正10年）に創立した「広島市商業学校」を前身とする。2021年（令和３年）に創立100周年を迎えた。
校訓
「自主・誠実・忍耐」
教育目標
　　１．自らが課題を認識し、解決に向けて思考・判断し、行動できる「生きる力」を育成する。
　　２．ビジネス分野における新たな価値の創造に挑む、商業の「スペシャリスト」を養成する。
　　３．幅広い「教養」と豊かな「人間性」を身につけさせる。
校章
旧・広島市商業学校の校章を継承し、ギリシャ神話に登場する富の神ヘルメス（ローマ神話のマーキュリーと同一視される）が持っていた2匹の蛇が巻き付いた杖（カドゥケウス）をかたどったもの。 このヘルメスの杖の形が広島市の「市」の文字を表している。
校歌
作詞・作曲は田中浩造、編曲は井上一清による。歌詞は2番まであり、校名は歌詞に登場しない。
設置課程・学科
全日制課程 1学科8コース
- みらい商業科 - 1年次は共通の科目を履修し、2年次から専門のコースに分かれる。
  - 流通マーケティングコース
  - 観光ビジネスコース
  - 広報プロデュースコース
  - 金融ライフデザインコース
  - ビジネス実務コース
  - 会計マネジメントコース
  - ITエンジニアコース
  - ネットビジネスコース

進路
2005年（平成17年）度は一橋大学商学部合格者も出た。
就職はマツダ、中国電力、広島銀行など、広島の大手がある。
部活動
珠算部は全国レベル。2017年（平成29年）全国3位。
商業研究部が2015年に全国商業研究大会出場。
コンピュータ部は全国情報処理競技大会に25年以上連続出場。
演劇部が2017年（平成29年）に第12回春季全国高等学校演劇研究大会（春の全国大会）に出場。2021年（令和3年）に第67回全国高等学校演劇大会（夏の全国大会）に出場し、優秀賞（2位相当）を受賞。
行事
体育大会では『市商音頭』という3年生の種目があり、生徒の中でも人気である。
資格試験
全商の検定1級を3つ以上とると卒業式の時表彰される。
また、国家資格の基本情報技術者試験（FE）の午前科目免除制度の認定校となっている。

## 沿革
- 1921年（大正10年）３月２９日-広島市商業学校として設立認可。
- 同年　　　　　　  ４月１日-広島市商業学校創立。（広島市南竹屋町）
- 同年　　　　　　  ６月５日-旧制校歌制定。
- 1923年（大正12年）校旗制定。
- 1926年（大正15年）3月1日 - 広島市南観音町に新校舎が完成し、移転。
- 1942年（昭和17年）4月1日-広島市立第一商業学校と改称。
- 1944年（昭和19年）3月20日 -  「教育ニ関スル戦時非常措置方策」（1943年（昭和18年）10月12日閣議決定）により「広島市造船工業学校」に転換。
- 1945年（昭和20年）
  - 8月6日 - 広島市への原子爆弾投下により全校舎が焼失。
  - 9月24日 - 広島市立第三国民学校（広島市立翠町中学校の前身[4]）の校舎を借用し、授業を再開。
- 戦後 - 「広島市商業学校」に復称。
- 1948年（昭和23年）5月3日 - 学制改革（六・三・三制の実施）により、新制高等学校「広島県広島市商業高等学校」が発足。
- 1949年（昭和24年）4月30日 - 広島県高等学校再編により、観音と基町の両高等学校の商業科に編入。
- 1954年（昭和29年）9月1日 - 広島県広島基町高等学校より分離し、「広島県広島市商業高等学校」（再）を設置。
- 1959年（昭和34年）4月 - 定時制課程を広島県広島大手町商業高等学校として分離。全日制課程を広島市仁保に移転。
- 1965年（昭和40年）6月11日 - 広島市牛田（現在地）に移転。
- 1980年（昭和55年）4月1日 - 設置者である広島市の政令指定都市移行に伴い、「広島市立広島商業高等学校」（現校名）と改称する。
- 1988年（昭和63年）4月1日 - 情報処理科を新設し、トータルプランを開始。
- 1992年（平成4年）4月1日 - OA秘書科・ビジネス会計科を新設。
- 2003年（平成15年）4月1日 - OA秘書科･ビジネス会計科･情報処理科を情報ビジネス科・情報システム科へ改変。
- 2021年（令和3年）4月1日-新8コース設定。

## 出身著名人
- 松田輝幸 - サッカー指導者・元広島工業高等学校サッカー部監督
- 相沢紗世 - モデル
- 一乗アキ - アトランタ五輪バスケットボール代表選手
- 表純子 - プロゴルファー
- 津雲博子 - 元バレーボール日本女子代表選手
- 丸本莉子 - シンガーソングライター

## 交通機関
- アストラムライン 不動院前駅下車
- 広電バス・広交バス・中国JRバス 牛田新町2丁目バス停下車